# グランスタ
グランスタ（GRANSTA）は、JR東日本クロスステーション（デベロップメントカンパニー）が運営をする、東京駅に存在する商業施設の名称である。

## 概要
グランスタは東京駅の改札内外、丸の内側と八重洲側双に存在するが、実際はエリアごとの名称で所在地はいずれも東京駅である。中核となるグランスタ東京はいわゆる駅ナカから始まったが、改札外ブロックにも展開するようになった。鉄道の利用をしないで改札内の店舗を利用するには、入場券の購入が必要である。グランスタ丸の内・八重北・八重洲は店舗が改札外に存在する。
2022年になり、京葉線乗り換え用の八重洲連絡通路にあったエキュート京葉ストリートがグランスタ東京(京葉ストリートエリア)にリニューアルし、グランスタ八重北もオープンした。グランスタ八重北（2階：北町酒場、1階：八重北食堂、地下1階：黒塀横丁）はJR東日本の東北・秋田・山形・上越・北陸の各新幹線ホーム（20～23番線）下に位置し、東海道新幹線ホーム（14～19番線）下に位置しJR東海系列の東京ステーション開発が運営する東京駅一番街と相互往来できる構造になっている。但し、グランスタ東京(京葉ストリートエリア)は東京駅の構造の関係で東海道新幹線ホーム下に立地する。改札内1階のグランスタ東京は運営するJR東日本クロスステーションによるエキュート東京と相互往来できる（エキュート東京は2024年8月で閉鎖）。
グランスタのシンボルマークは、「口」をシンボライズしたもので、東京駅は東京の入り口であり、グランスタは丸の内口、八重洲口など、多くの入り口を彩ります。会話をしたり食事をしたり、口を使って楽しい時間を過ごす施設であり、さらに、人が行き交う所であり、多様性という意味 合いを込めて、カラフルな配色にした。
以前は鉄道会館が運営していたが2021年にJR東日本グループ再編成に伴い、鉄道会館がJR東日本クロスステーションに吸収合併される形となり現在に至る。

## 沿革
- 2007年10月25日 - 鉄道会館によって東京駅構内地下1階にグランスタとしてオープン。
- 2007年11月6日 - グラントウキョウサウスタワーの開業に合わせ、グランアージュがオープン（改札外ビル地階／八重洲地下街を介して接続し、京葉線乗り場へも通じている）。
- 2012年6月28日 - グランスタから丸の内側地下改札へ抜ける丸の内坂（丸の内に向かって緩やかなスロープとなってる）が開通。
- 2012年8月9日 - 丸の内中央口と八重洲中央口を結ぶ構内中央通路に面したグランスタに駅弁屋の祭がオープン。
- 2013年3月21日 - 東京中央郵便局がJPタワーとなり、その商業施設部分のKITTE地下にキッテグランシェがオープン（東京駅改札外丸の内地下自由通路を介してグランスタ丸の内と接続）。
- 2013年9月20日 - グランルーフ（改札外）がオープン。
- 2016年7月27日 - グランスタ丸の内（改札内外地階）がオープン。
- 2017年4月27日 - テナント入居を前提とする不動産賃貸業が主体のグランスタだが、JR東日本商事と合弁で鉄道グッズ（Suicaマスコットのペンギンなど）を取り扱うTRAINIART TOKYOグランスタを開業[2]。
- 2020年8月3日 - グランスタを地上階へ拡張し、グランスタ東京がオープン。同日、グランスタの名を冠した地下北口改札（ICカード専用改札）が開設。
- 2021年4月1日 - JR東日本グループ再編成に伴い、運営がJR東日本クロスステーションになる。
- 2022年4月21日 - 既存のエキュート京葉ストリート（改札内）をグランスタ東京・京葉ストリートエリアに改めオープン。
- 2022年4月27日 - 既存のグラングルメ（改札外）をグランスタ八重北に改めオープン（キッチンストリート→八重北食堂、北町ダイニング→北町酒場に改称）。
- 2022年8～9月 - グランスタ八重北第2期区画が順次オープン。
- 2022年9月17日 - バスターミナル東京八重洲を含む東京ミッドタウン八重洲が一部先行オープンし東京駅と地下通路で繋がったことをうけ、グランアージュを一部改修。
- 2023年7月10日 - 八重洲口改札外のグランルーフに伴うグランルーフフロントおよび八重洲地下街の商業施設区画がグランスタ八重洲にリニューアル（大屋根構造物の名称はグランルーフのまま）。
- 2024年4月24日 - グランスタ東京地下1階を種別エリア毎に分かりやすく再編すべく、スクエアゼロと丸の内坂エリアの一部がリニューアルされ、弁当や惣菜を扱うデリゾーンとなった。
- 2024年8月22日 - 同19日に閉鎖したエキュート東京跡地の一角に、2028年初旬までの期間限定で駅弁屋 祭セレクトがオープン。スムーズな買い物のためモバイルオーダーでの注文・決済・受取ができる。
- 2024年9月13日 - グランスタ東京地下1階のエリア再編に伴い、銀の鈴エリアがスイーツゾーンとなった。

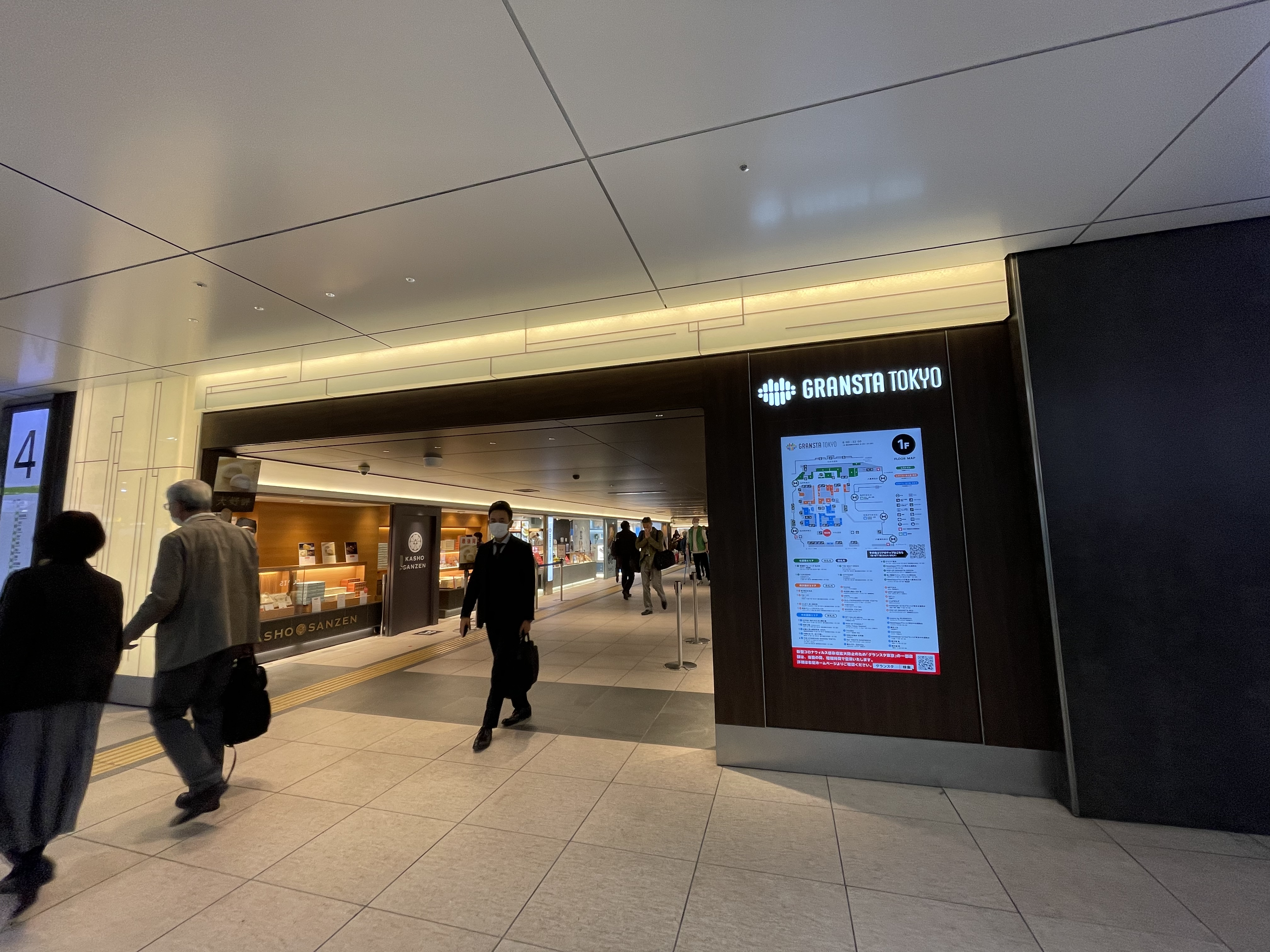
グランスタ東京
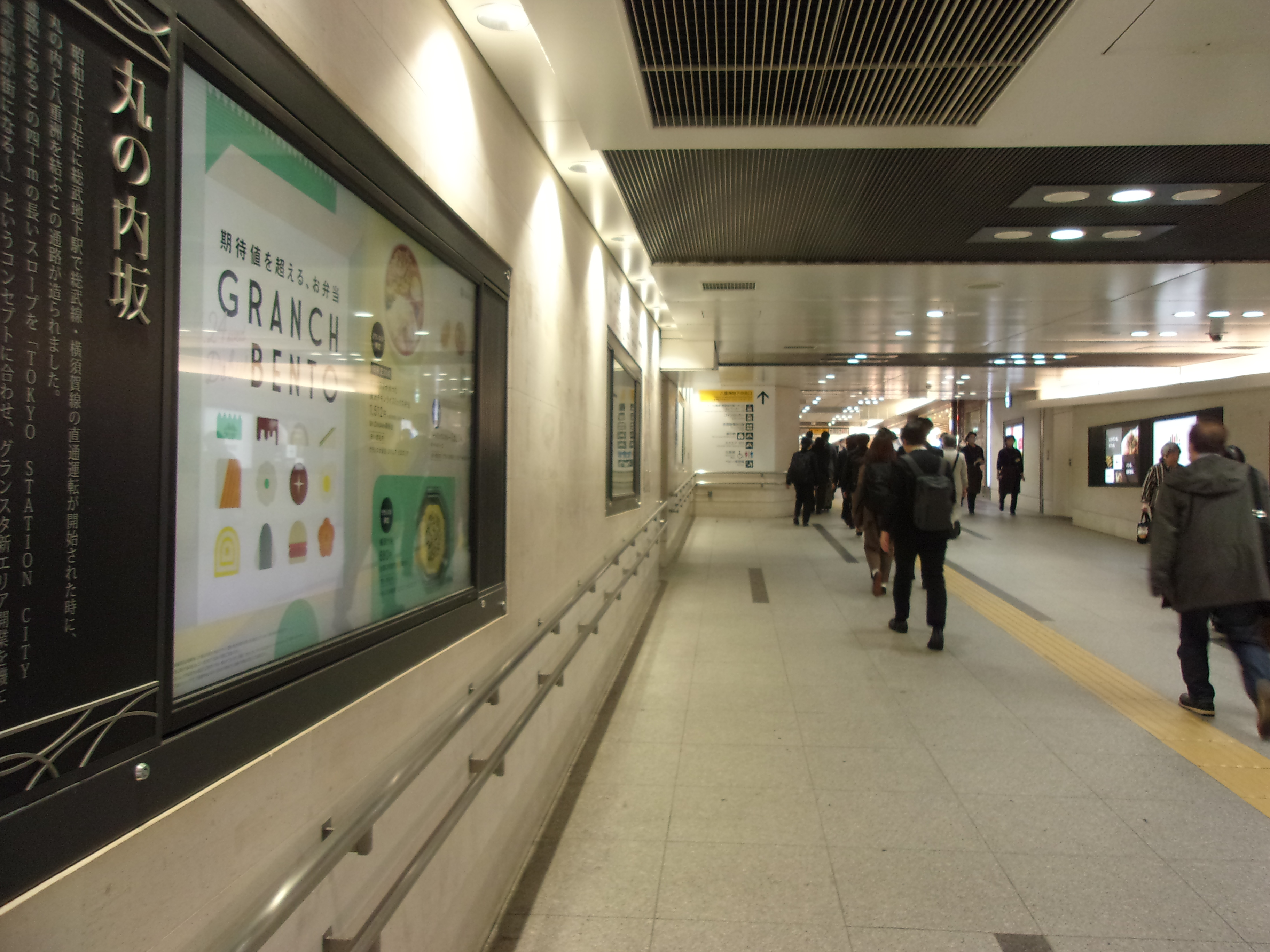
丸の内坂
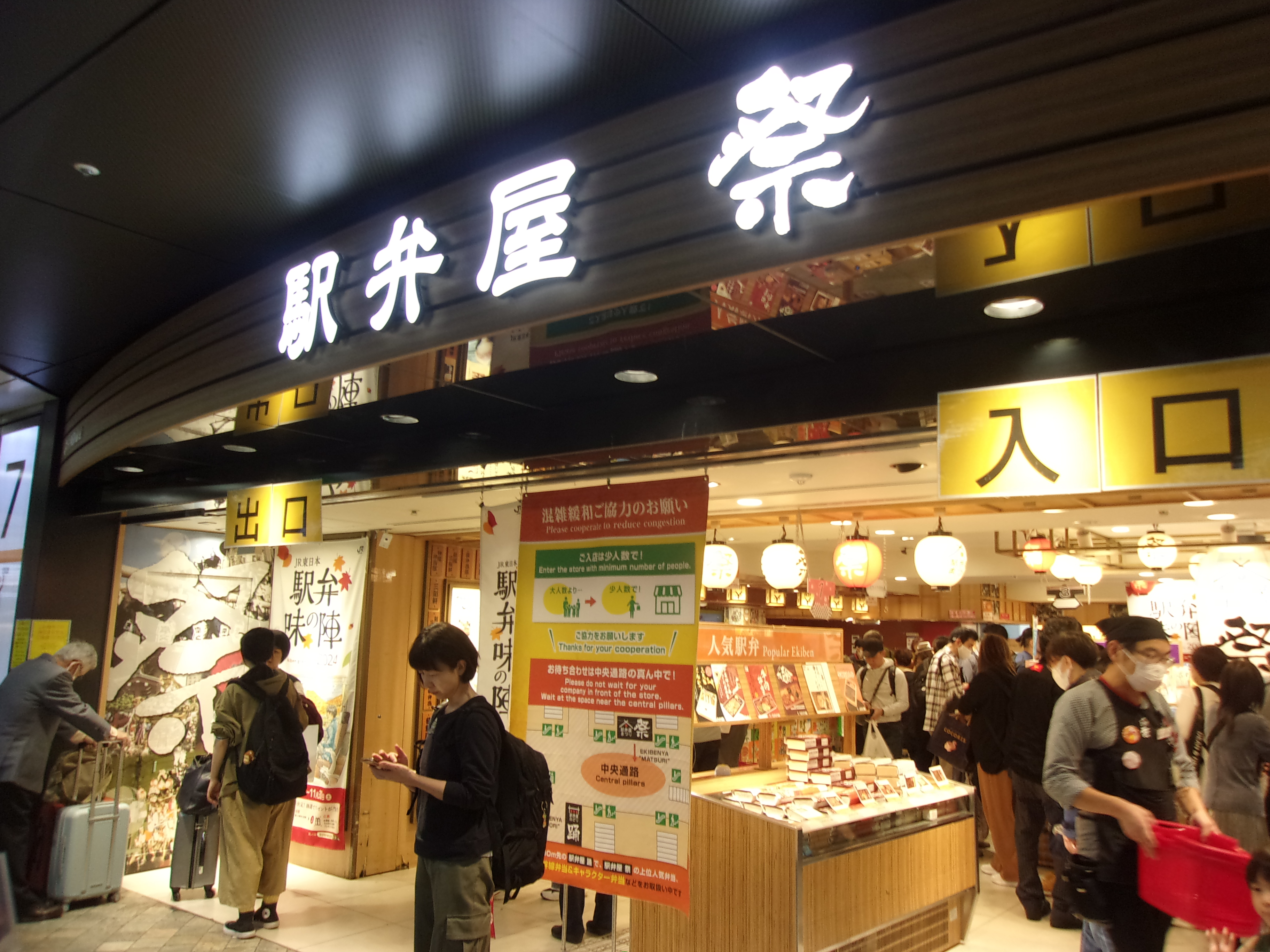
駅弁屋 祭
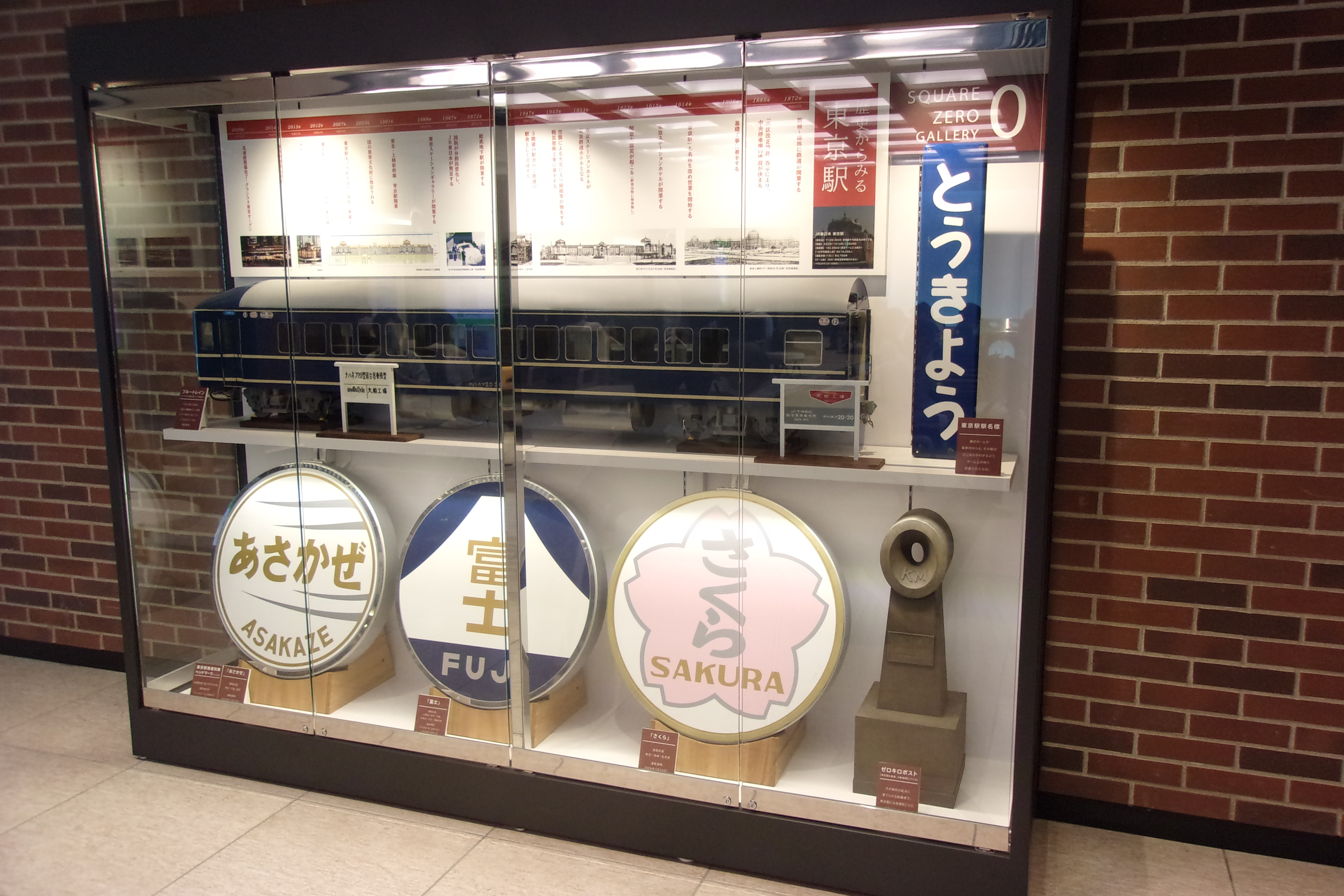
グランスタ東京地階休憩所の展示ブース
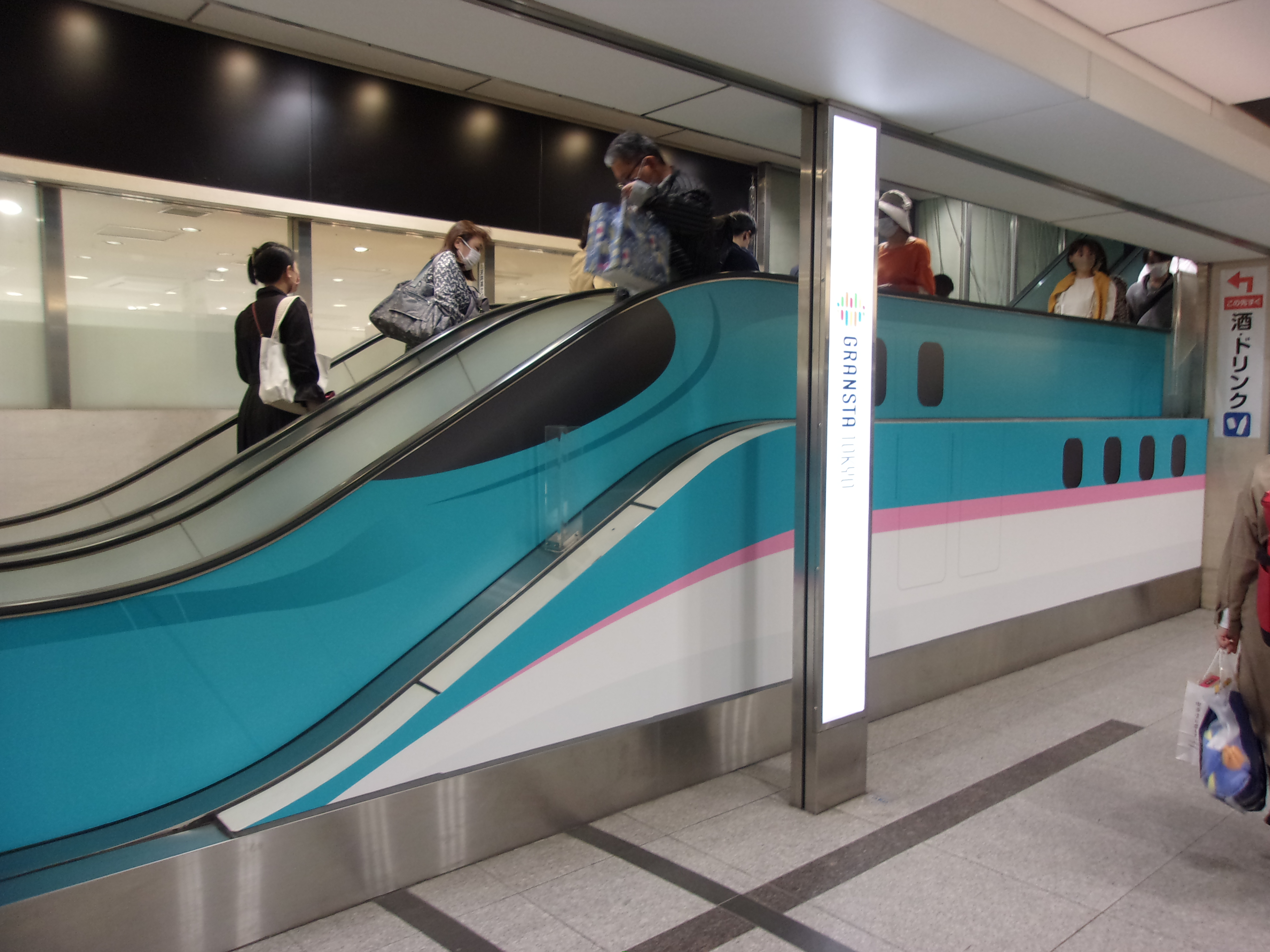
グランスタ東京新幹線E5系デザインのエスカレーター
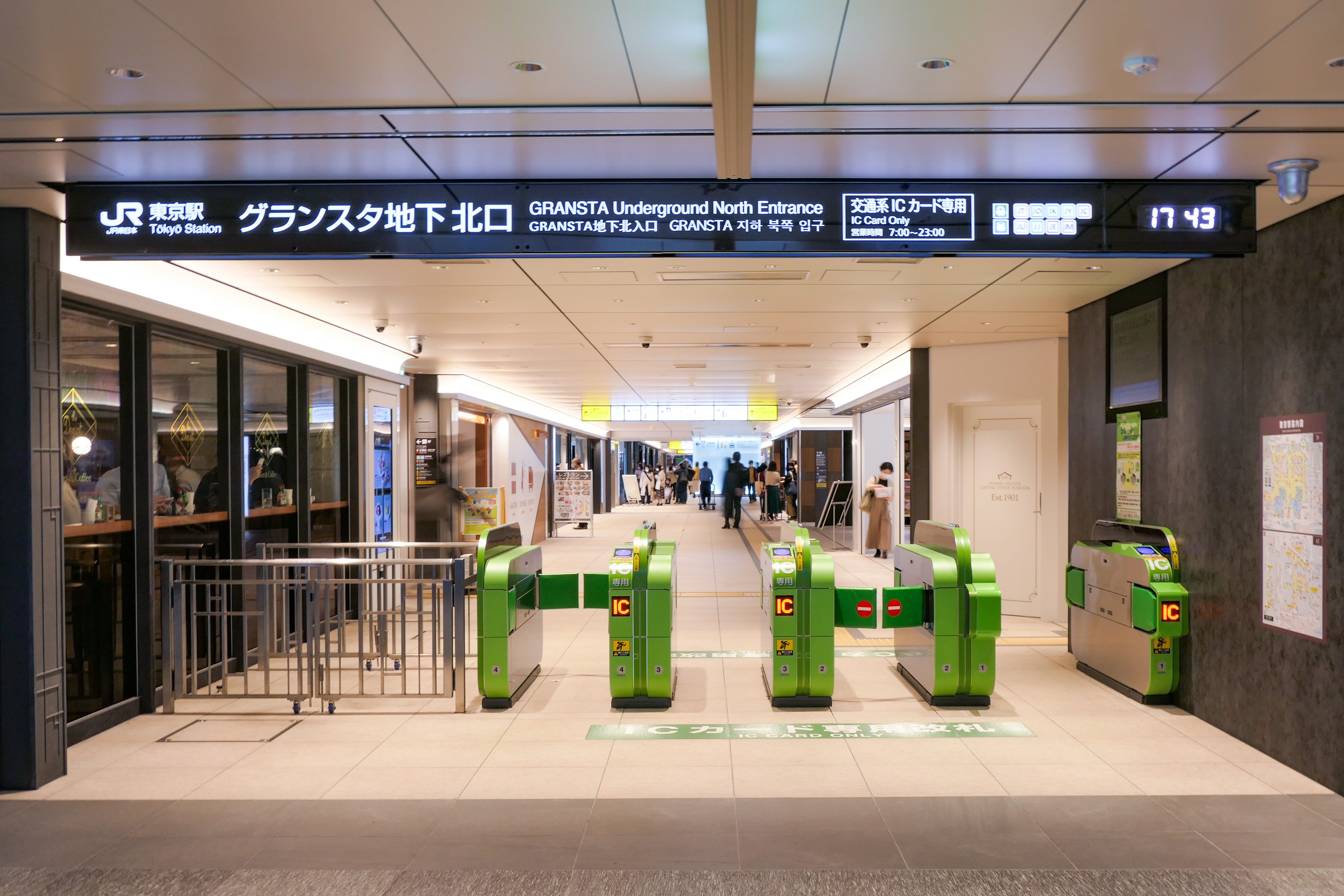
グランスタ地下北口改札
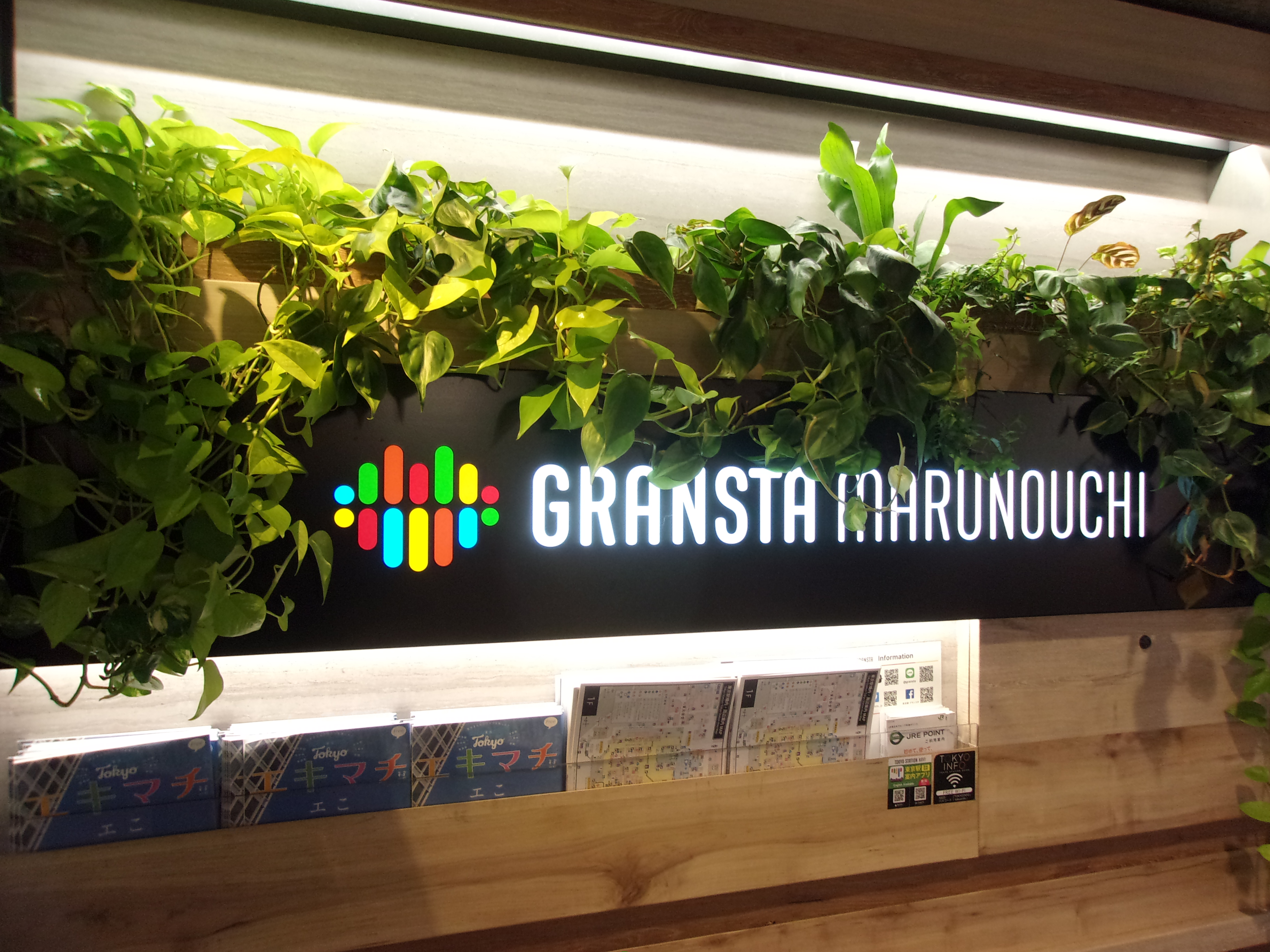
グランスタ丸の内
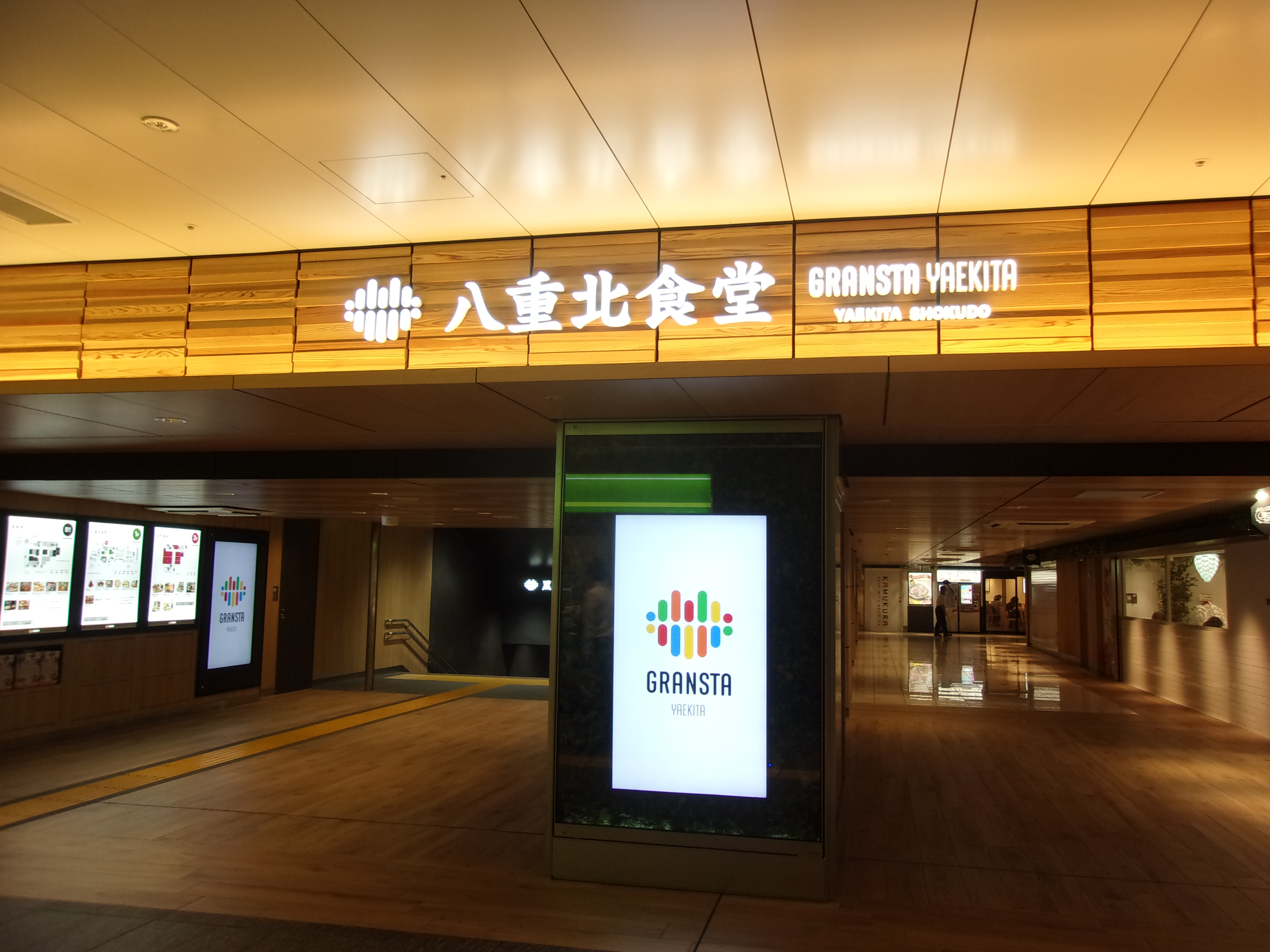
グランスタ八重北(1F)の八重北食堂
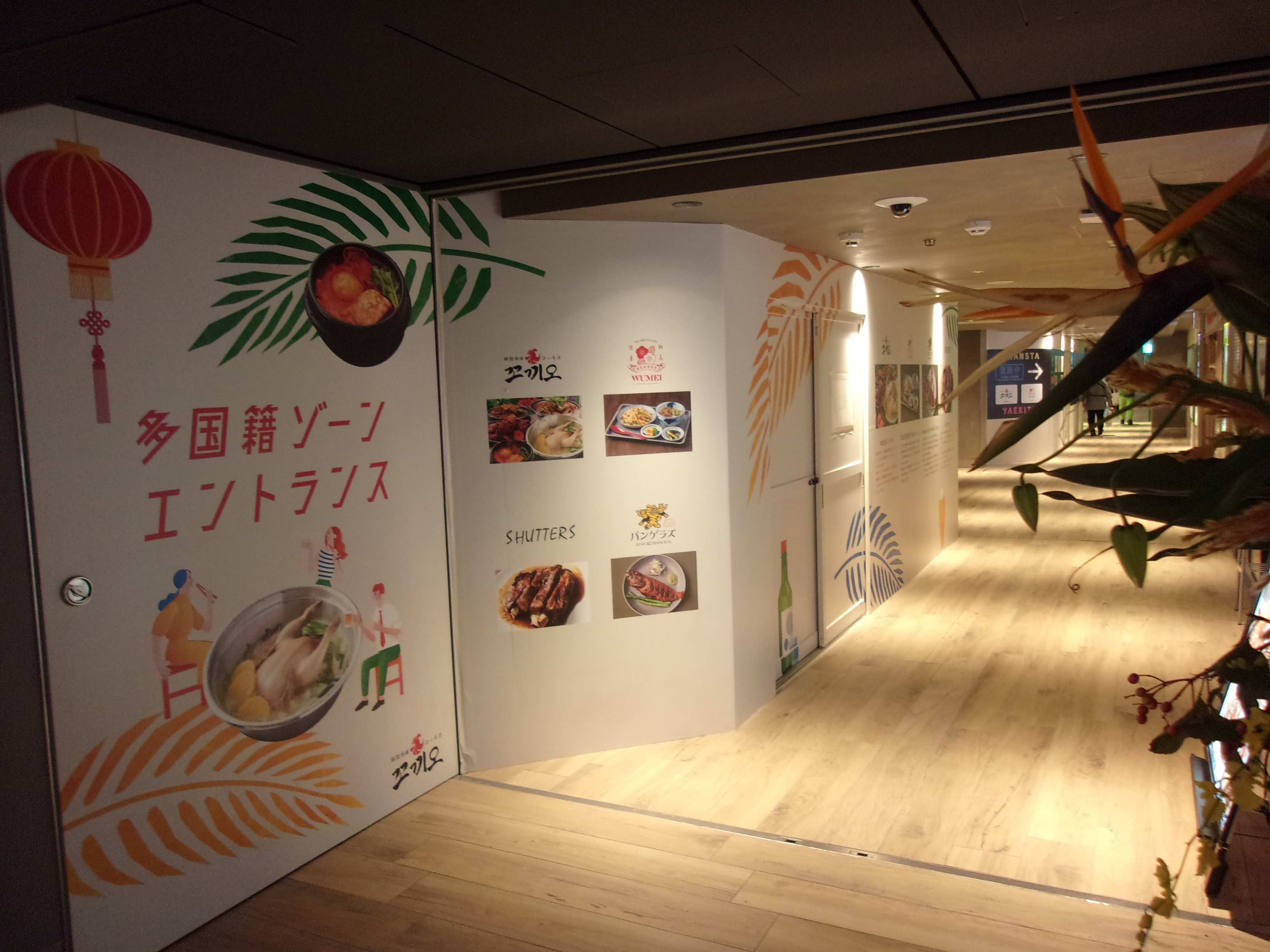
八重北食堂2期区画の多国籍ゾーン
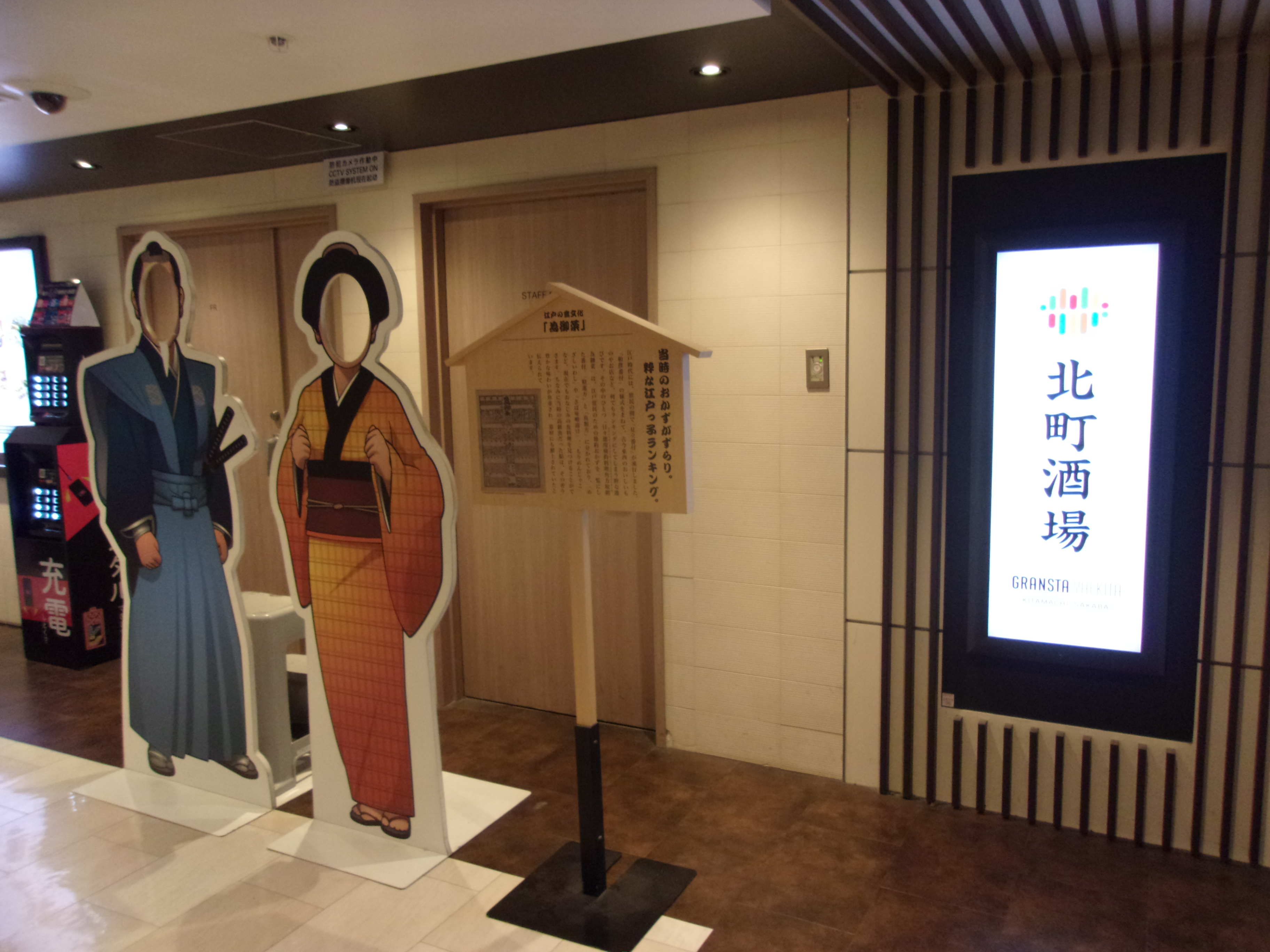
グランスタ八重北(2F)の北町酒場
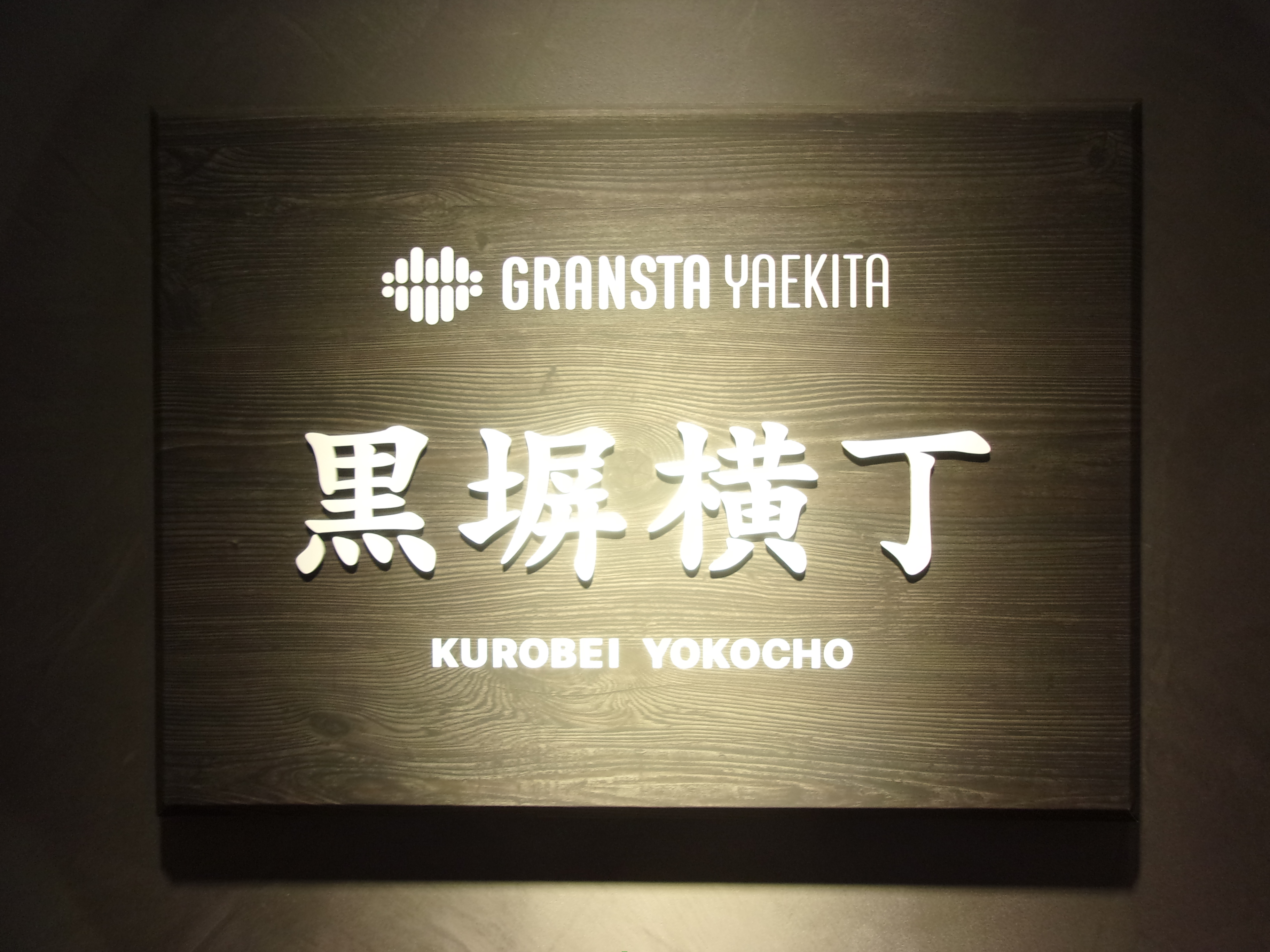
グランスタ八重北(B1)の黒塀横丁
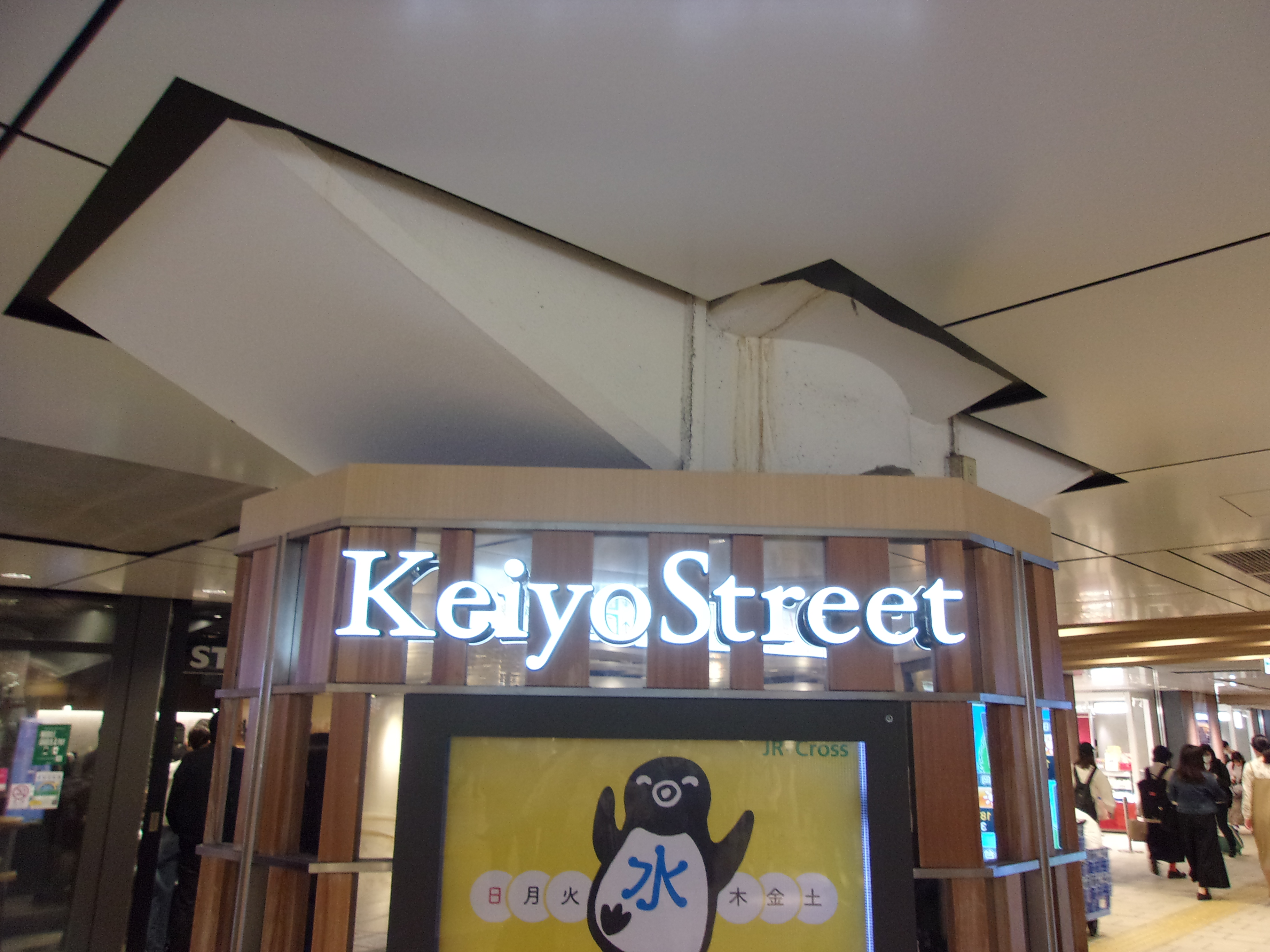
グランスタ東京(京葉ストリートエリア)
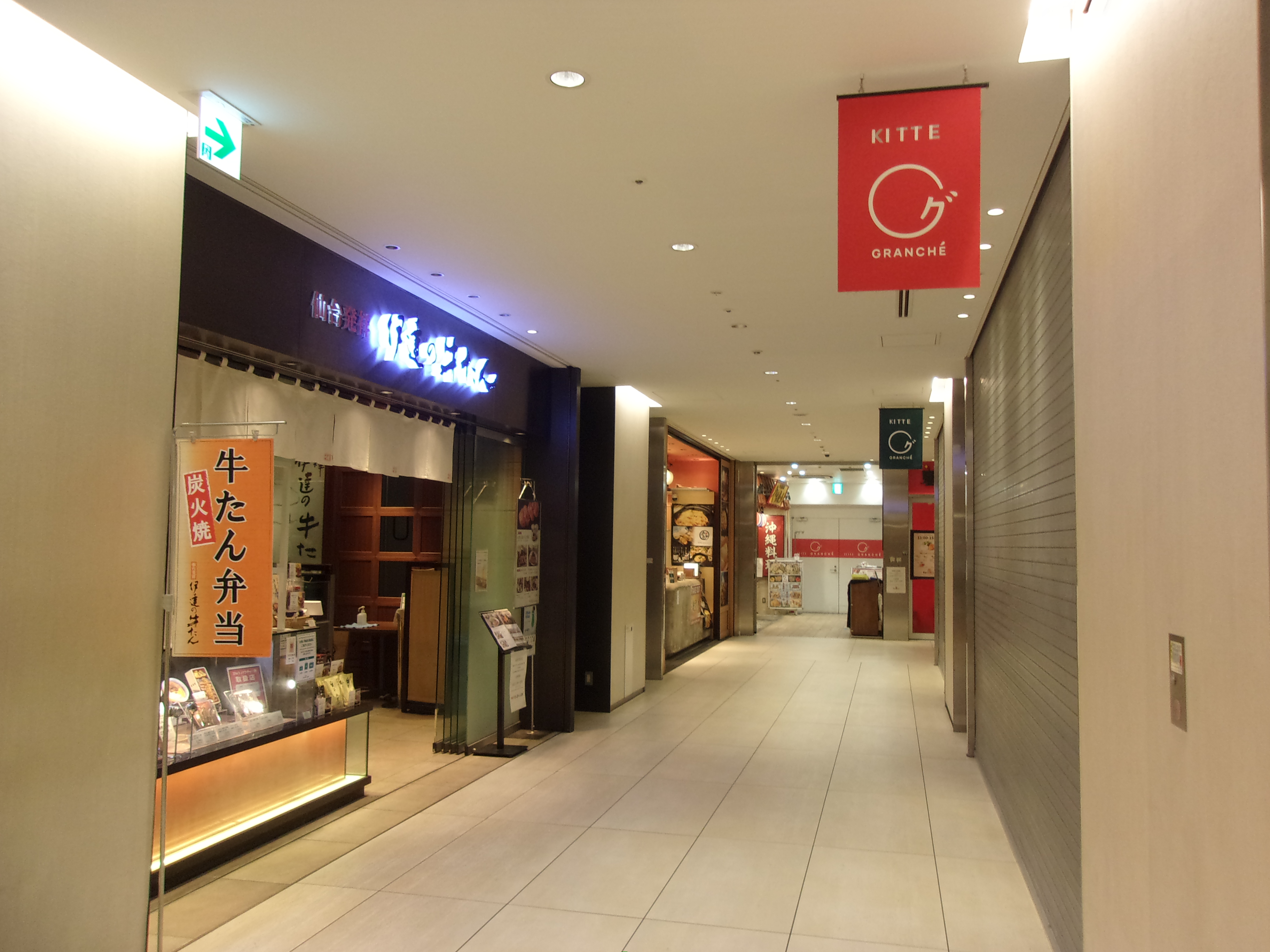
キッテグランシェ
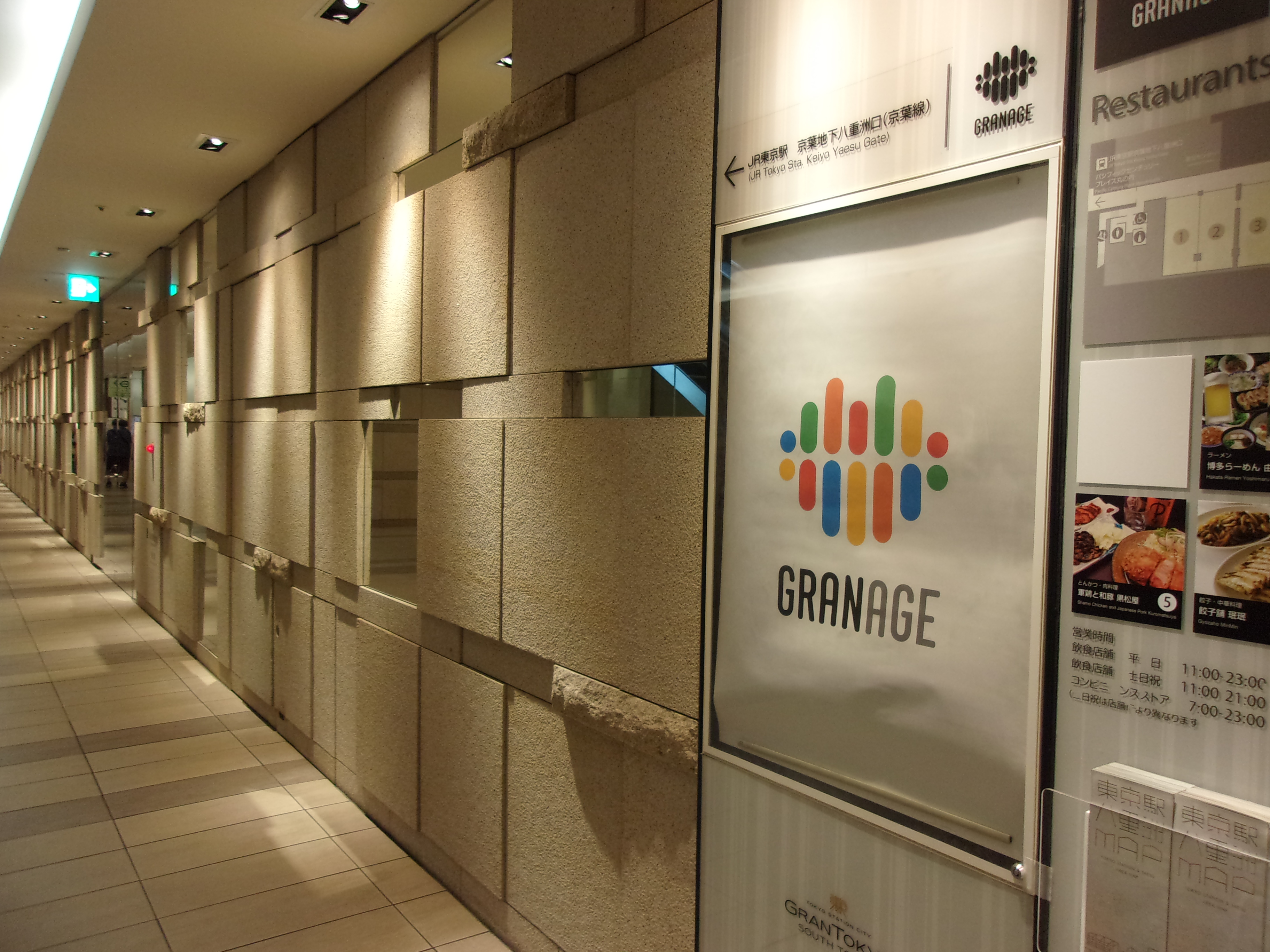
リニューアルしたグランアージュ
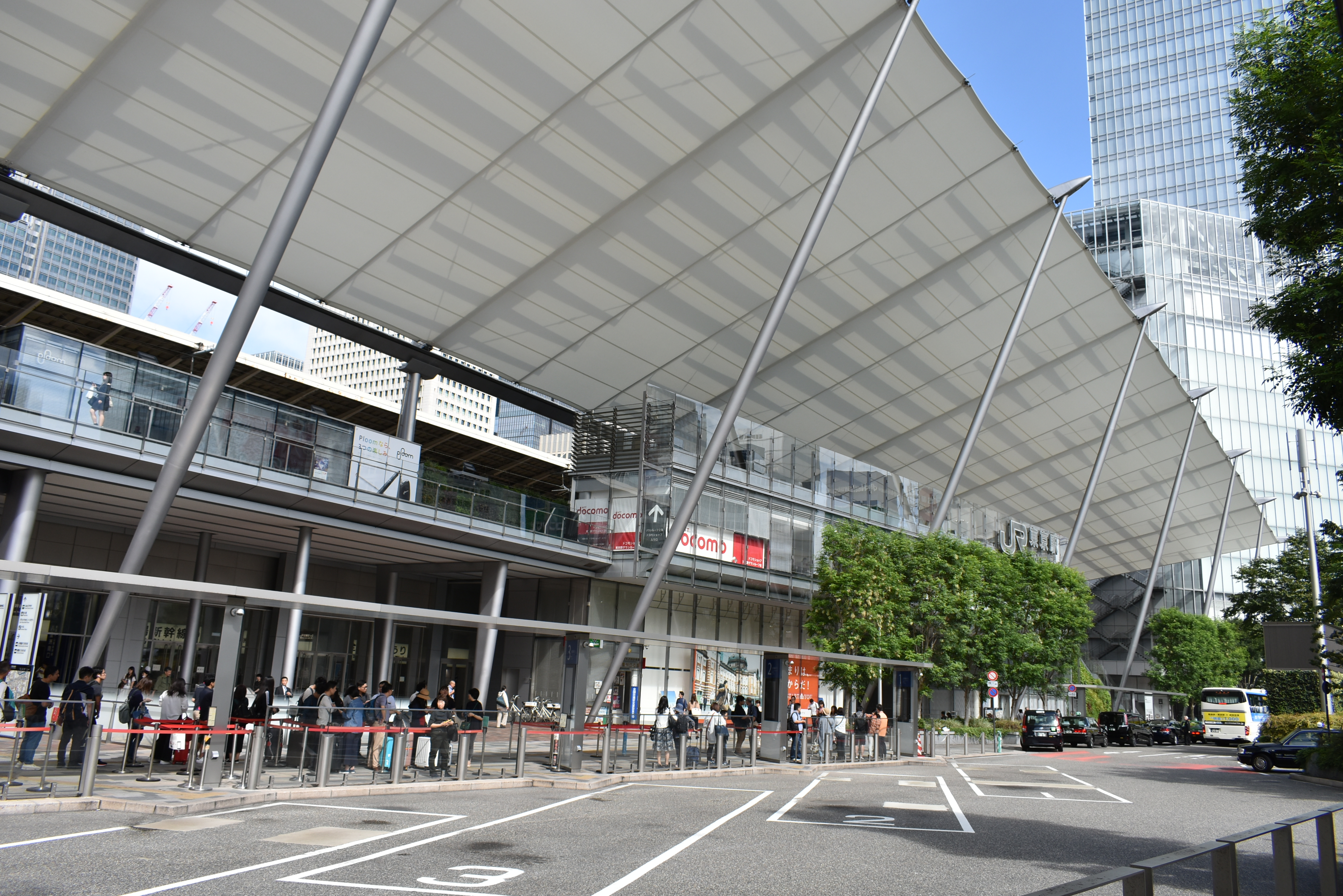
グランルーフ
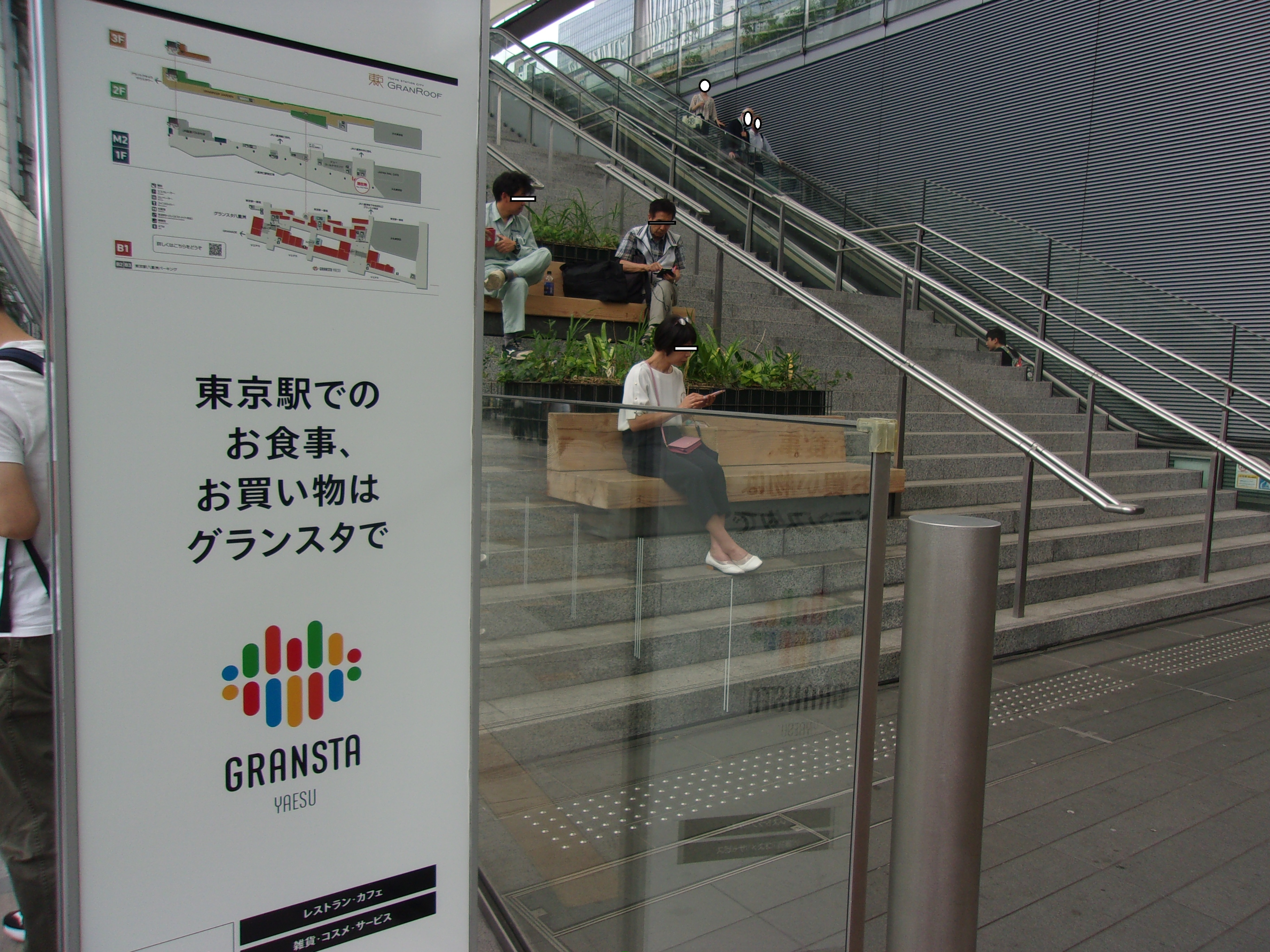
グランルーフに接続するグランスタ八重洲の案内板
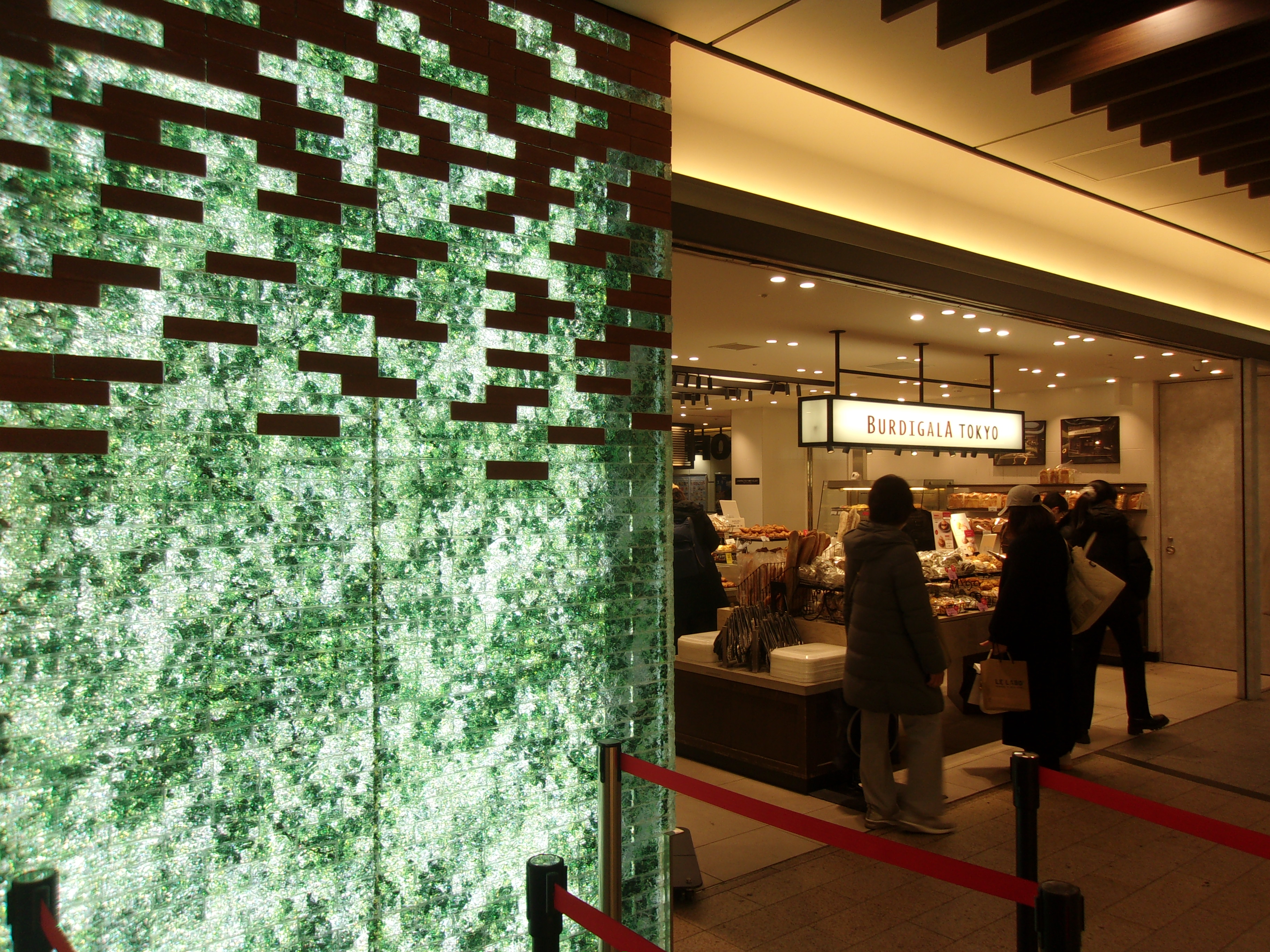
グランスタ東京(B1)スイーツゾーン